# 聯合國安全理事會第87號決議
《聯合國安理會87號決議》，是1950年9月29日在聯合國安全理事會第506次會議通過的一項決議。8月底時中华人民共和国中央人民政府向聯合國透過安理會輪值主席蘇聯大使提交了一份名為《台湾（福摩薩）遭受武装侵犯之控诉》的聲明，又稱《美國侵略臺灣案》（英語：Complaint of Armed Invasion of FORMOSA by USA）。此決議為是否將該控訴案列入安理會議程，與是否邀請中华人民共和国代表列席。此決議的通過促成北京代表首次出席聯合國會議，也成為雙方「中國」代表唯一一次在聯合國正面交鋒，中華民國大使首次在安理會動用雙重否決但無效。

## 背景
二戰後1949年國民黨在內戰喪失中國大陸的統治，美國原本因國民黨貪汙腐敗要放棄國民黨，起初想定的西太平洋防線並未包括韓國、台灣，又不想讓蘇、中共產勢力擴張使台灣落入共黨統治，於是內部政策討論提出台湾地位未定為解決「台灣問題」的選項之一。
1950年朝鲜战争爆发后，美國派出第七艦隊巡弋台灣海峽使其中立化封阻解放軍攻台（亦封阻國民政府反攻），隨後美军进驻台湾。1950年8月24日，中华人民共和国外交部部長周恩來向聯合國安理會透過輪值主席蘇聯大使提出了“美國侵略台灣”的控訴，控告美國干涉中國內政、侵犯中國主權，要求美國陸海空軍撤出臺灣。安理會從第490次會議開始耗費一整個月的時間就此討論是否將該控訴案列入議程、是否邀請中华人民共和国代表列席。中華民國大使強調台灣未受侵略、中國政府（中華民國）也沒有提出任何控訴案、控訴沒有任何證據、反對列入議程、更反對中华人民共和国代表列席。為解決經月的爭端並克服當時議事上的困難，厄瓜多大使提議將案件推延至11月中以後，這段延後的時間也有觀察北京動向的意味，若在這段時間北京發生對抗聯合國或侵犯台灣的情事，安理會可以根據新的國際局勢重新考慮立場。

## 决议内容
备悉中华人民共和国关于台湾岛（福爾摩莎）遭受武装侵犯之声明，
决议：
(a)将此问题展缓至1950年11月15日后理事会第一次集会时审议；
(b)邀请上述政府代表于1950年11月15日后理事会讨论该政府关于台湾岛（福爾摩莎）遭受武装侵犯之声明时列席会议。

## 表决结果
表决时中華民國、古巴和美国反對，埃及棄權，时任安理会轮值主席的英国大使杰布（Gladwyn Jebb）宣布决议案以7票對3票通過，決議將該控訴案列入安理會議程，並邀請中华人民共和国代表列席該會議。
中华民国坚称自己的反对票等同行使否决权，并争论该案属实质问题，首次行使雙重否決（以否決權決定該案是實質問題、亦否決此實質問題）但無效，结果引发论战。
- 印度大使劳乌（Benegal Rau）认为，「该案建议依据《暂行议事规则》第39条，请中华人民共和国政府列席进行报告，只是在讨论程序问题，无关中国代表权问题，也没有对『谁是中国合法政府』作出表决。」
- 法国大使夏维尔（Jean Chauvel）则称，「该案仅讨论是否要排入之后的议程，而且该案是否属实质问题，应该在表决该案前就先讨论表决，而非事后才提出异议。[3]」

## 后续
1950年10月7日，聯合國大會通過第376號決議案，呼籲朝鮮半島統一，授權聯合國军越过三八线。10月8日，中國人民革命軍事委員會主席毛澤東發出組織中國人民志願軍赴朝參戰之命令。中华人民共和国与联合国发生直接军事对抗。1950年11月28日，中华人民共和国代表伍修权在联合国安理会上做发言。
由於解放軍已參戰直接與聯合國軍為敵、伍修权與蘇聯同聲一氣蘇聯式意識型態宣傳的發言、蘇聯大使一再抵制南韓代表出席討論「朝鮮問題」等因素，惹惱非共產陣營，對「新中國」本存有幻想的各國原本要放棄國民政府的立場轉變。英國、印度等國原本想利用聯合國中國代表的席次交換「朝鮮問題」的「和平解決」、美國的「台灣地位未定」原本想藉此討論「台灣問題」等想法，在此案之後發現如將擁有安理會否決權的中國代表席位交給北京，顯然不符合「自由世界」的利益，因此繼續支持中華民國的席位。1950年11月30日，联合国安全理事会第530次会议就（a）關於台灣（福摩薩）遭受武裝侵犯之控訴和（b）大韓民國遭受侵略之控訴進行討論。辯論於1950年11月30日終結後、安理會以 9 : 1 否決「中华人民共和国控美侵略臺灣案」，未形成决议。
「安全理事會，
鑒於中華人民共和國中央人民政府對美利堅合眾國政府以美利堅合眾國武装部隊侵佔經美利堅合眾國、大不列顛及中國於一九四三年十二月一日開羅協定中承認為中國领土不可分之一部份之臺灣島，由此干涉中國内政，構成侵略行為一事，提出申訴，
又鑒於美利堅合眾國出席聯合國代表Mr. Austin對中華人民共和國中央人民政府就臺灣問題向安全理事會所提申訴之聲明，
譴貴美利堅合眾國政府的行動為侵略行為，並且是干涉中國內政之舉勖，
决定為制止此類侵犯中華人民共和国主權之非法行動起見，向美利堅合眾國政府建议立即自臺灣島及屬於中国之其他領土完全撤出其陸海空軍部隊。

舉行舉手表決。」 
贊成者：蘇維埃社會主義共和國聯邦。
反對者：中華民國、古巴、厄瓜多、埃及、法國、挪威、英國、美国、南斯拉夫。
印度未參加表决。
决议案以１票贊成、９票反對，１票弃权，未获通过。
這個案件對北京的對外形象帶來負面影響，北京強烈的蘇聯式革命史觀、伍修權的演說均顯現向蘇聯「一面倒」的明確立場，沒有任何解決問題的意願，使非共產陣營多元化的各國幻想幻滅。1951年2月，此案遭到永久擱置；另一方面，聯合國大會在北京拒絕聯合國的停火提議後，通過第498號決議，指控中华人民共和国已在朝鮮從事侵略。

## 外部連結
- 87號決議全文 （页面存档备份，存于）